# Antena de Oro 1969
La VI Edició dels Premis Antena de Oro, concedits per la Federació d'Associacions de Professionals de Ràdio i Televisió el 10 d'abril de 1970 però corresponents al 1969, va guardonar:

## Ràdio
- Pedro Pablo Ayuso, de la Cadena SER.
- Aurora Hermida de C.A.R.
- Alfredo Gabrieli de la C.A.R.
- Máximo Estévez de Radio Penínsular.
- Francisco Quilez Izquierdo de la Cadena SER.
- Daniel Gutiérrez Gómez España de RNE.
- José Huetos Duque de C.A.R.
- Manuel Gil de RNE.
- Antolín García de REM.
- Ángel Escorza de la Cadena Azul.
- Pedro Rodríguez Alfaro de La voz del Guadalquivir.
- Sara Estévez Uruquijo de Radio Juventud de Bilbao.
- José Gayalde Martínez Aguirre de la Voz de Álava.
- Clara Etchevarría de Valladolid.
- Heriberto Mubguet de Sanahuja de RNE.
- Manuel Huroz, Radio Barcelona.
- Saturnino Amado García Jiménez de Radio Juventud de Cartagena.
- César Andreu Román de Radio Zaragoza.

## Televisió
- Fernando García de la Vega.
- Santiago Vázquez.
- José María Pemán.
- Juan Guerrero Zamora.
- Pepe Martín.
- Tip y Coll.
- Lola Herrera.
- Manuel Criado de Val.
- Alfonso Lapeña Esquivel.

## Honorífiques
- Luis Aguilar Sanabria